# Paul Merkel (Jurist)

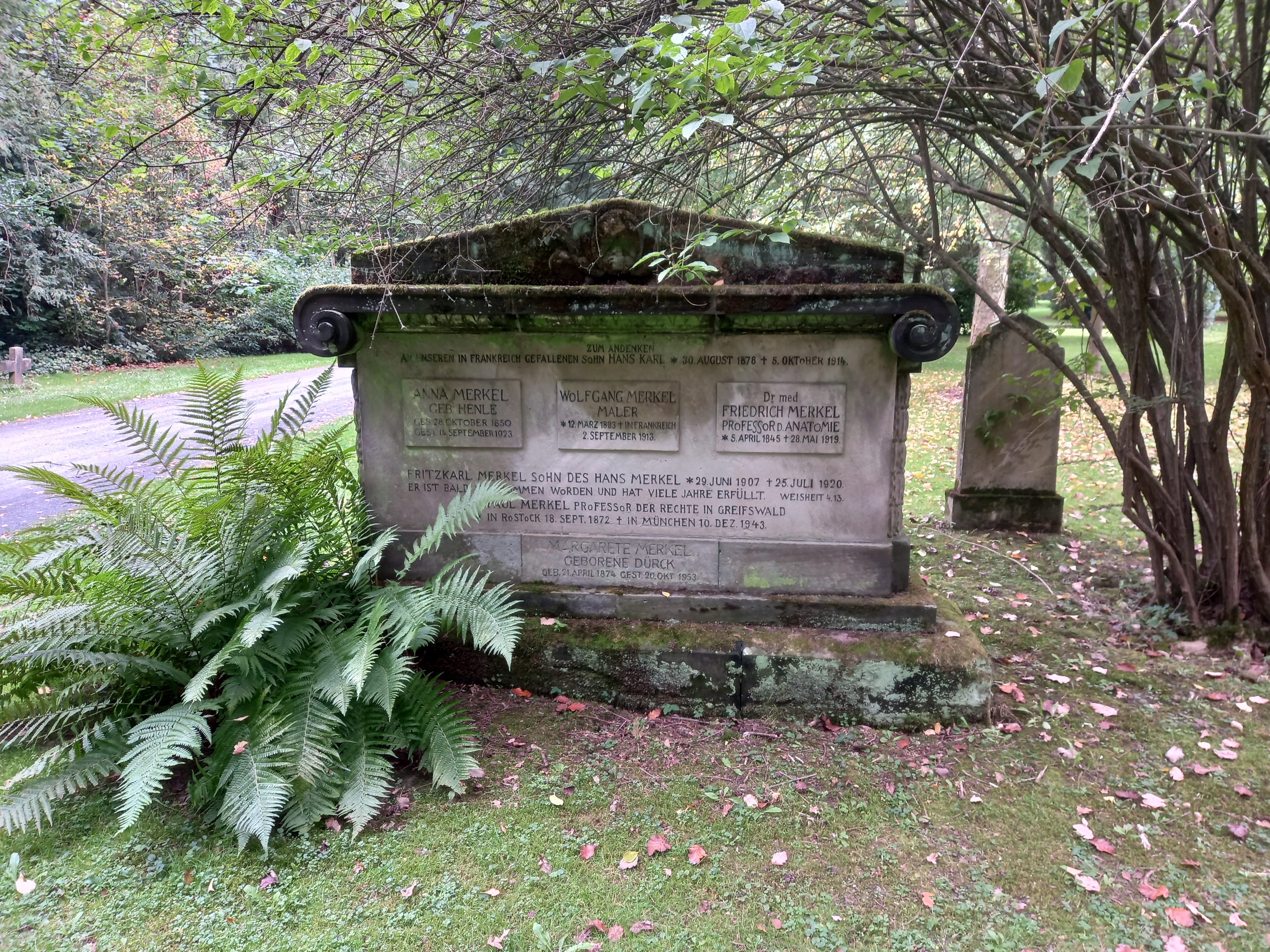
Das Grab von Paul Merkel und seiner Ehefrau Margarete geborene Dürck im Familiengrab auf dem Stadtfriedhof Göttingen

Paul Sigmund Jakob Merkel (* 18. September 1872 in Rostock; † 10. Dezember 1943 in München) war ein deutscher Rechtswissenschaftler und Hochschullehrer für Straf- und Prozessrecht.

## Leben
Paul Merkel, Sohn des Mediziners Friedrich Merkel (1845–1919) und der Anna Henle (1850–1923), wurde 1896 an der Universität Göttingen zum Dr. iur. promoviert. Während seines Studiums in Göttingen wurde er 1890/91 Mitglied des Studenten-Gesangvereins der Georgia Augusta im Sondershäuser Verband. 1897 wurde er Assessor. Nach seiner Habilitation 1900 an der Universität Marburg war er als Privatdozent tätig. Im Herbst 1906 erhielt er eine außerordentliche Professur an der Universität Königsberg. 1909 wurde er außerordentlicher, 1916 ordentlicher Professor für Straf- und Prozessrecht an der Universität Greifswald. Während des Ersten Weltkriegs leistete er von 1914 bis 1918 Kriegsdienst. 1925 war er Rektor der Hochschule.
Wegen seines Großvaters mütterlicherseits, des Mediziners Jakob Henle (1809–1885), wurde Merkel in der Zeit des Nationalsozialismus als Vierteljude eingestuft. Wegen der daraus resultierenden Diskriminierungen beantragte er seine Entpflichtung. Dieser wurde 1936 stattgegeben. Paul Merkel zog später nach München, wo er 1943 verstarb. Paul Merkel war seit 1900 mit Margarethe Dürck (1874–1953) verheiratet, einer Enkelin von Wilhelm von Kaulbach. Der Ehe entstammten fünf Kinder.

## Schriften
- Begehung durch Unterlassung. 1896.
- Die Urkunde im Deutschen Strafrecht. 1902.
- Strafprozess- und Strafvollzugsrecht. Spaeth & Linde, Berlin 1931.
- Zur Abgrenzung von Täterschaft und Beihilfe. Ratsbuchhandlung L. Bamberg, Greifswald 1925.
- Grundriß des Strafrechts. L. Röhrscheid, Bonn 1927.